# Giovanni Giannetti
Giovanni Giannetti (Nàpols, 25 de març de 1869 - Rio de Janeiro, Brasil, 1934) fou un compositor italià.
Va compondre les òperes següents: L'Erebo (Nàpols, 1891), Padron Maurizio Nàpols, 1896), Milena (Nàpols, 1897), Il violinajo di Cremona (Milà, 1898), Don Marzio (Venècia, 1903), i Il Cristo allà festa di Purim (Torí, 1905).